# Akkoordenschema
Een akkoordenschema is een opeenvolging van akkoordsymbolen. Jazzmusici spelen hun partij vaak met behulp van een akkoordenschema. 
Een akkoordenschema met akkoordsymbolen is een aanzienlijke vereenvoudiging van het schrijven in notenschrift. In plaats van het tekenen van noten op een notenbalk worden symbolen geschreven. Om een akkoordenschema te kunnen spelen moet men weten wat die akkoordsymbolen betekenen.
Een akkoordenschema wordt meestal genoteerd op muziekpapier dat is onderverdeeld in 10 of 12 rijen notenbalken, verdeeld in 3 of 4 kolommen. In de eerste kolom wordt de G-sleutel aangegeven met de maat waarin het stuk gespeeld moet worden. In iedere kolom staan een of meer akkoordsymbolen. Onder de notenbalk wordt vaak de timing aangegeven.